# Павильон Росси (Павловск)
Павильон Росси — расположен в Павловском парке на территории одноимённого государственного музея-заповедника. Построен в начале XX века по эскизам архитектора Карла Росси как памятник императрице Марии Фёдоровне, супруге Павла I.
Является объектом культурного наследия федерального значения.

## История
В XVIII веке на месте павильона был спроектированный Ч. Камероном цветник, потом — летний театр по проекту В. Бренна, который разобрали из-за ветхости в 1856 году.
В 1835 году великий князь Михаил Павлович решил увековечить имя своей матери и построить в её честь павильон в Павловске, который ранее принадлежал Марии Фёдоровне. При жизни она была известна как основательница благотворительных и просветительных учреждений в России. В разное время работу над памятником императрице выполняли скульпторы Иван Мартос, Самуил Гальберг и Александр Опекушин, но по разным причинам ни один из проектов реализован не был. Только в 1914 году по эскизам Карла Росси, хранившимся в архивах, скульптор Владимир Беклемишев создал статую Марии Фёдоровны. Инициатором возвращения к проекту стал Константин Константинович, тогдашний владелец Павловска. Средства на установку павильона-памятника поступили по подписному листу от всех членов дома Романовых. Позировала мастеру артистка Императорского Малого театра Ольга Сорокина. Фигура Марии Фёдоровны изображена в строгом ампирном платье с диадемой на голове, сидящей на кресле-банкетке.
Павильон построен из железобетона. Памятник отлит на бронзолитейном заводе К. Робекки. Статуя была помещена в беседку, проект которой разработал также Карл Росси в 1816 году, а строительство выполнил архитектор Карл Шмидт. Колонны, пилоны и пилястры беседки стилизованы под тосканский ордер. Оформление свода — квадратные кессоны с цветочными розетками, раковиной и поясом акантового листа. Материал отделки колонн, пилонов, элементов архитектурного декора — штукатурка. Постамент сооружён из розового гранита с высоким гладким плинтом.
В Павловске было ещё несколько парковых павильонов Росси. По разным причинам они просуществовали недолго и в основном были разобраны ещё в XIX веке.

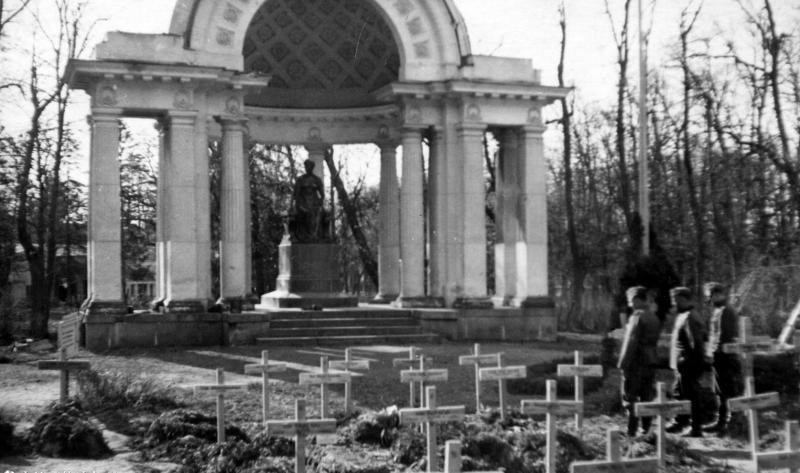
Немецкие захоронения у павильона «Росси» в Павловском парке. Фото 1943 года

Во время Великой Отечественной войны Павловск был оккупирован фашистскими войсками. Перед павильоном было устроено военное кладбище, где хоронили убитых немцев из 126-й и 170-й дивизий, а также испанцев из Голубой дивизии — всего 722 человека. После окончания войны кресты были убраны. В начале 2000-х годов останки немецких солдат были эксгумированы и перезахоронены в Сологубовке, а испанцев — доставлены на их родину.
В настоящее время перед павильоном расположен регулярный цветник по сохранившемуся проекту Ф-Г. Виолье.